# Hamad Madadi
Ne doit pas être confondu avec l'autre handballeur qatarien Ahmad Madadi.
Hamad Madadi, né le 7 juillet 1988 en Iran, est un joueur de handball iranien. Il évolue au sein du Lekhwiya SC et de l'équipe nationale du Qatar.
Il est notamment vice-champion du monde en 2015 et champion d'Asie en 2022.

## Palmarès

### Sélections
- médaillé d'argent au Championnat du monde 2015 au  Qatar
- médaillé d'or au Championnat d'Asie 2022 en  Arabie saoudite